# Charlotteina mreža (roman)
Charlotteina mreža (engl. Charlotte's Web) nagrađivani je dječji roman američkog pisca E. B. Whitea. Originalno je objavljen 1952. s ilustracijom Gartha Williamsa.
Prema knjizi su nastala tri istoimena filma: prvi je animirana verzija iz 1973., njezin nastavak objavljen je 2003., a 2006. je snimljena i igrana ekranizacija s Dakotom Fanning. Iste je godine objavljena i videoigra.